# Здзіслав Капка
Здзіслав Капка (пол. Zdzisław Kapka, нар. 7 грудня 1954, Краків) — польський футболіст, що грав на позиції півзахисника.
Виступав, зокрема, за клуб «Вісла» (Краків), а також національну збірну Польщі.

## Клубна кар'єра
У дорослому футболі дебютував 1971 року виступами за команду клубу «Вісла» (Краків), в якій провів дванадцять сезонів, взявши участь у 327 матчах чемпіонату. Більшість часу, проведеного у складі краківської «Вісли», був основним гравцем команди. У сезоні 1977–1978 років виборов із командою титул чемпіона Польщі. У сезоні 1973–1974 років став найкращим бомбардиром чемпіонату Польщі з футболу.
Протягом 1983–1986 років захищав кольори американського клубу «Піттсбург Спіріт».
Завершив професійну ігрову кар'єру у клубі «Вісла» (Краків), у складі якого вже виступав раніше. Прийшов до команди 1986 року, захищав її кольори до припинення виступів на професійному рівні у 1987.

## Виступи за збірну
1973 року дебютував в офіційних матчах у складі національної збірної Польщі. Протягом кар'єри у національній команді, яка тривала 9 років, провів у формі головної команди країни лише 14 матчів, забивши 1 гол.
У складі збірної був учасником чемпіонату світу 1974 року у ФРН, на якому команда здобула бронзові нагороди.

## Спортивний функціонер
Після закінчення футбольної кар'єри Здислав Капка працював менеджером, віце-президентом, виконуючим обов'язки президента рідного клубу. Пізніше став радником керівницства клубу, який відповідає за контакти з іншими клубами. Із серпня 2007 року до січня 2008 року був менеджером футбольного клубу ЛКС (Лодзь). Працює футбольним скаутом у системі клубу «Вісла» (Краків)..

## Спроби політичної діяльності
Здислав Капка балотувався у депутати Європарламенту від Польщі по списку Польської Соціал-Демократії під третім номером. У люстраційному свідченні написав, що працював у Службі Безпеки. Пізніше засвідчив, що як колишній гравець «Вісли» (Краків), неофіційно працював у польській міліції, як і всі тодішні футболісти клубу. Капка стверджував, що ні на кого не доносив, не підслуховував та ні за ким не спостерігав. На запитання, чому він повідомив про роботу у міліції, адже вона не відносилась до органів держбезпеки, відповів, що хотів мати чисте сумління, тому що на його думку, це була одна організація, і будь-хто міг засвідчити його співпрацю з органами держбезпеки..

## Титули і досягнення
- Чемпіон Польщі (1):

«Вісла»: 1977-78
- 3 місце на чемпіонаті світу: 1974
- найкращий бомбардир чемпіонату Польщі: 1973–1974